# Shenyang J-16
El Shenyang J-16 es un caza polivalente chino adaptado para todo tipo de clima y de multiuso. Es un desarrollo a partir del caza de superioridad aérea J-11 (derivado a su vez del Sukhoi Su-27). Es una versión más avanzada con una capacidad de ataque a tierra añadida. Es ampliamente similar en términos de capacidades al F-15E estadounidense. 

## Diseño

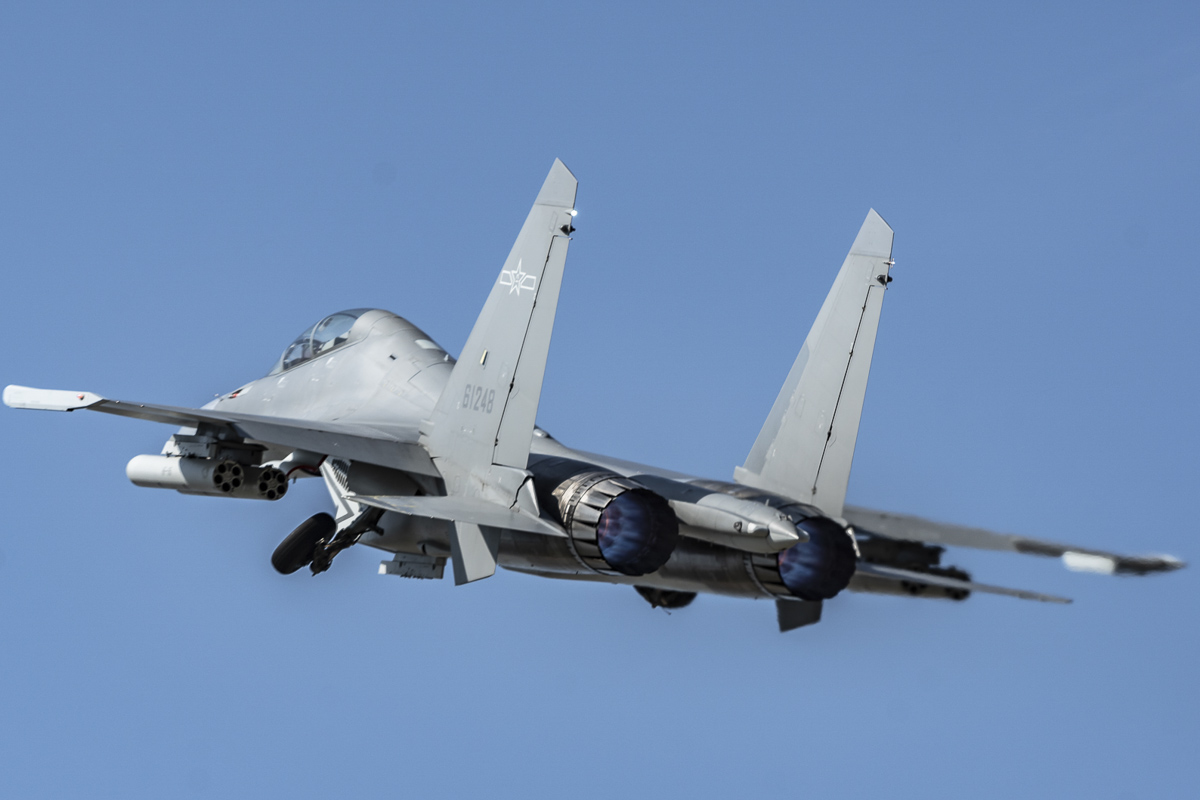
J-16 con motores WS-10 despegando

Basado en el caza Ruso SU-27, el J-16 está equipado con un radar AESA, puede llevar dos tipos de misiles aire-aire, los PL 10 y PL 15, y también puede destruir cazas invisibles. Tiene búsqueda y seguimiento por infrarrojos (IRST) y nuevos sistemas de contramedidas electrónicas. El diseño aerodinámico del J-16 enfatiza la maniobrabilidad en lugar de la invisibilidad. Aun así la coloración camuflada del avión hace que se mezcle en el cielo y el mar. Esto hace que sea más difícil de detectar a simple vista. Finalmente también está pintado con la última versión de recubrimientos observables bajos, que los expertos dicen que han sido para reducir la posibilidad de que los aviones de guerra sean detectados a simple vista o por radar.
Es además un caza de largo alcance llegando así a un alcance de 3 000 km y teniendo además la posibilidad de repostar en el aire. También tiene la posibilidad de actuar como bombardero tanto en tierra como en el mar. Es considerado como avión clave para coordinar con el J-20 con el propósito de tratar con otros cazas de quinta generación en la región.

## Historia
El primer vuelo ocurrió entre el 2011 y el 2012. La producción del J-16 comenzó en 2012 y ha estado en servicio con la Fuerza Aérea del Ejército Popular de Liberación (PLAAF) desde 2013. El J-16 todavía se está fabricando y en el 2019 más de 128 J-16 estaban en servicio en la PLAAF.  

## Variantes

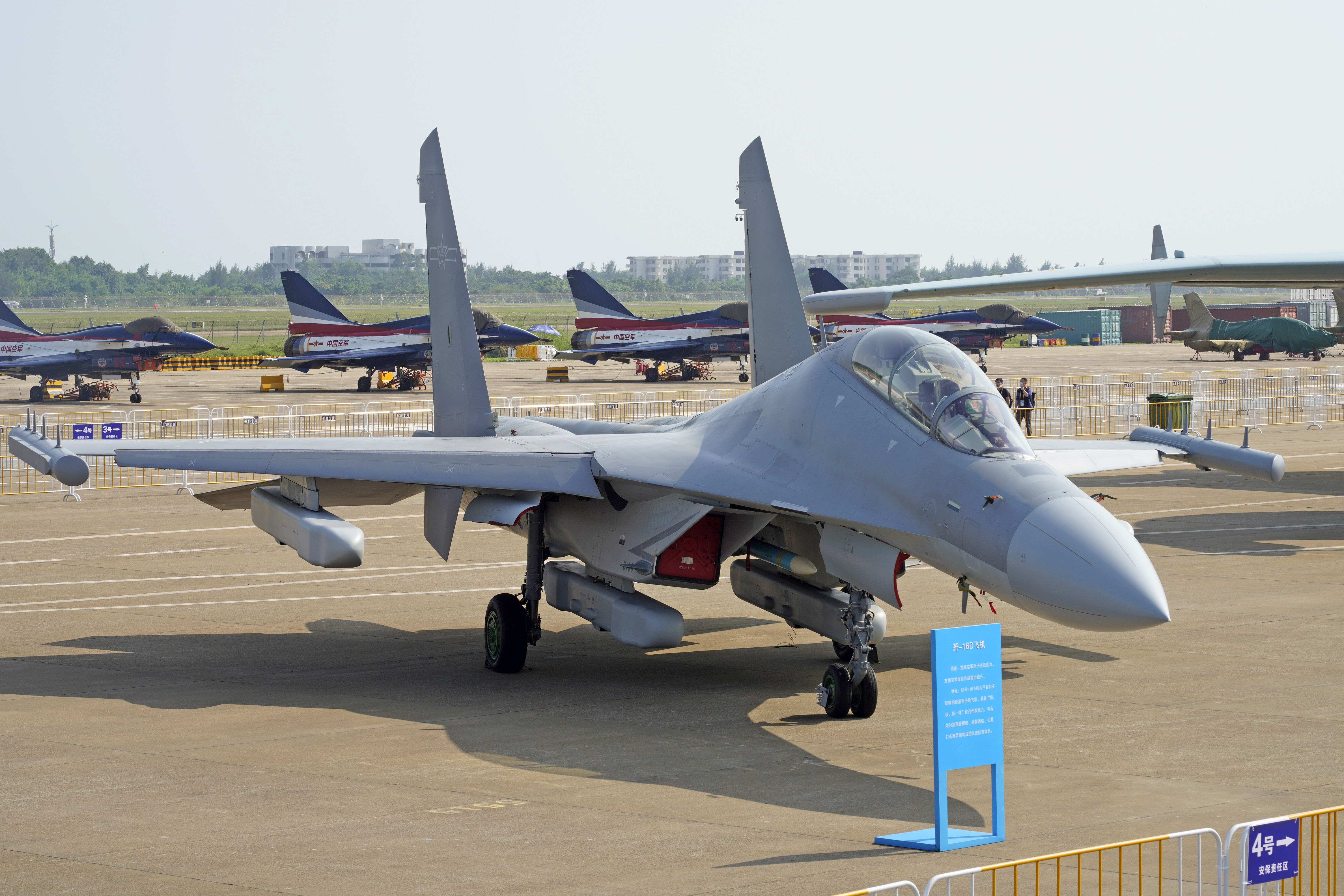
J-16D con cápsulas de guerra electrónica en una exhibición

- J-16D: Se estrenó en el 2015 y está especializado en la guerra electrónica. Hizo su primera aparición en el 18 de diciembre del 2015.

## Usuarios
- República Popular de China